# Messe-Prater metróállomás
Messe-Prater egy metróállomás Bécsben a bécsi metró U2-es vonalán.

## Szomszédos állomások
A metróállomáshoz az alábbi állomások vannak a legközelebb:
- Praterstern
- Krieau

## Átszállási kapcsolatok
| U2 (Schottentor ↔ Seestadt) |                        |                                |
| Állomás                     | Átszállási kapcsolatok | Fontosabb létesítmények        |
| Messe-Prater                | 82A                    | Prater; Óriáskerék (Riesenrad) |